# Poison the Well
Poison the Well ali na kratko PTW je ameriška hardcore skupina, ki sta jo leta 1997 osnovala prvi vokalist Aryeh Lehrer in kitarist Ryan Primack. Na začetku se je imenovala An Acre Lost, a so člani skupine kmalu zamenjali ime. Skupina je do danes izdala 5 albumov, med njimi enega (You Come Before You) na veliki založbi Velvethammer, ki je v lasti ameriške velezaložbe Atlantic. Poison The well so zaradi svojih udarnih koncertov in pogostih turnej eden vodilnih ameriških hardcore bendov.

## Biografija
Po ustanovitvi leta 1997 je skupina že posnela svoj prvenec kot PTW, imenovan Distance Only Makes the Heart Grow Fonder na belgijski založbi GoodLife Recordings. Sledila je kratka turneja po Ameriki, a ker je takrat večina članov benda hodila še v šolo, so morali člani skupine svoje koncerte prilagajati predavanjim.

Naslendje leto je bilo za PTW prelomno. Eden od ustanoviteljev skupine, vokalist Aryeh Lehrer je zapustil skupino, pridružil pa se jim je nov vokalist Jeffrey Moreira. Podpisali so pogodbo za izdajo drugega albuma s takrat vodilno ameriško underground založbo Trustkill  Records in leta 1999 izdali svoj drugi album z naslovom Opposite Of December...a Season Of Separation. Album je produciral legendarni Jeremy Staska. Z energičnimi riffi, neštetimi breakdowni in emocionalimi besedili so PTW odprli novo poglavje v samem žanru. Druge skupine so začele delati in pisati glasbo po vzoru Opposite Of December. Album je danes smatran kot klasik, ob izidu pa je dvignil veliko prahu, saj je  dosegel nenavadno visoke prodajne številke, bil med kritiki odlično sprejet in predstavil žanr širši množici ljudi.

Leta 2002 je skupina izdala svoj drugi album na založbi Trustkill z naslovom Tear From the Red. Album med kritiki ni bil tako dobro sprejet kot predhodnik, saj je malo odstopal tradicionalnega PTW zvoka slišanega na Opposite of December.

### Leto 2003 in naprej
Zaradi vedno večje popularnosti in želje benda, da bi svoj zvok predstavili še širši publiki, je leta  2003 skupina podpisala pogodbo z veliko ameriško založbo Atlantic.  Skupina je prekinila tudi sodelovanje z dolgoletnim producentom Jeremy Staska in se za snemanje svoje četrte plošče preselila na Švedsko, kjer so s producentoma Pelle Henriccsonom in Eskil Lovstrom posneli prvi (in do zdaj edini) album na veliki založbi. 

Album predstavlja povsem novo smer v evoluciji PTW, saj se je vokalist Jeremy Moreira oddaljil od t. i. »screamo« petja ter približilal t. i. »clean« vokalom. Tudi sama glasba je prešla od povsem kaotičnih metalskih riffov na bolj mirne estetske melodije.

Album je bil, v nasprtju s kritiki, kjer je bil odlično sprejet, med poslušalci in privrženci slabo sprejet ravno zaradi nove glasbene usmeritve, kar je vodilo do tega, da so PTW ponovno menjali založnika, tokrat spet underground založbo Ferret Records. Leta 2007 so izdali že peti studijski album z naslovom Seasons.

## Člani

### Trenutni člani
- Jeffrey Moreira - vokali
- Ryan Primack - kitara
- Chris A. Hornbrook - bobni
- Michael MacIvor - bas
- Brad Clifford- kitara

### Nekdanji člani
- Aryeh Lehrer
- Duane Hosein
- Shane Halpern
- Russ Saunders
- Matt Tacket
- Mike Peters
- Derek Miller
- Jason Boyer
- Andrew Abramowitz
- Jeronimo Gomez
- Alan Landsman
- Ben Brown

## Diskografija
- Distance Only Makes The Heart Grow Fonder
- Opposite Of December...A Season Of Separation
- Tear From the Read
- You come before you
- Versions

## Trivia
- Na prvem albumu Distance Only Makes the Heart Grow Fonder najdemo 2 vokalista, poleg omenjenega še Duane Holly Hosein, ki je pel le clean vokale
- Bend ima največjo težavo z basisti, saj jih je v svojih desetih letih obstoja menjal že več kot devet

## Povezave
- http://www.myspace.com/poisonthewell
- http://youcomebeforeyou.com/
- http://www.ferretstyle.com/